# Federação Gaúcha de Handebol
A Federação Gaúcha de Handebol (FGHb) é uma federação que congrega entidades, ligas e clubes em Rio Grande do Sul para regulamentar o handebol no estado, sendo uma entidade filiada a Confederação Brasileira de Handebol (CBH). A FGHb organiza os torneios oficiais que envolvam as equipes do Estado, como o Campeonato Gaúcho de Handebol Masculino e o Campeonato Gaúcho de Handebol Feminino.
A federação surgiu de um movimento de atletas e professores da modalidade, tendo sido fundada em 2 de setembro de 1970.